# Романовка (Чуйская область)
Романовка (кирг. Романовка) — село в Сокулукском районе Чуйской области Кыргызстана. Входит в состав Гавриловского аильного округа. Код СОАТЕ — 41708 222 817 03 0.

## География
Село расположено в северо-западной части области, к югу от Большого Чуйского канала. На западе непосредственно граничит с городом Шопоков, на востоке — с селом Сокулук. Абсолютная высота — 764 метра над уровнем моря.

## Население
| год     | 2009 | 2014 | 2015 |
| ------- | ---- | ---- | ---- |
| человек | 2633 | 3061 | 3102 |